# 洛朗丝·富尼耶·博德里
洛朗丝·富尼耶·博德里（法語：Laurence Fournier Beaudry，1992年7月18日—），加拿大花样滑冰运动员，2023年四大洲锦标赛冰舞银牌得主、六枚大奖赛奖牌得主、五枚挑战赛奖牌得主。